# Acrocera bimaculata
Acrocera bimaculata är en tvåvingeart som beskrevs av Friedrich Hermann Loew 1866. Acrocera bimaculata ingår i släktet Acrocera och familjen kulflugor. Inga underarter finns listade i Catalogue of Life.